# Тынкото
Тынкото (болг. Тънкото) — село в Болгарии. Находится в Смолянской области, входит в общину Мадан. Население составляет 67 человек (на 15 декабря 2010 года).

## Политическая ситуация
Тынкото подчиняется непосредственно общине и не имеет своего кмета, кметский наместник в селе Хайри Османов
Кмет (мэр) общины Мадан — Атанас Александров Иванов (Болгарская социалистическая партия (БСП)) по результатам выборов в правление общины.